# La Dernière Nuit de Lise Broholm
Pour plus de détails, voir Fiche technique et Distribution.
La Dernière Nuit de Lise Broholm (Du som er i himlen) est un film dramatique danois écrit et réalisé par Tea Lindeburg et sorti en 2021.

## Synopsis
À la fin du XIXe siècle, Lise, âgée de 14 ans, est l'aînée d'une grande fratrie et est la première de la famille à aller à l'école, pleine d'espoir et de foi en la vie.
Mais lorsque sa mère entre en travail, il devient vite évident que quelque chose ne va pas. Alors que la nuit s'approche et que la naissance s'intensifie, Lise doit se préparer au fait que la journée qui a commencé dans l'enfance peut se terminer pour elle comme la femme de la maison.

## Fiche technique
- Titre original : Du som er i himlen
- Titre français : La Dernière Nuit de Lise Broholm
- Réalisation : Tea Lindeburg
- Scénario : Tea Lindeburg, d'après le roman En Dødsnat (da) de Marie Bregendahl
- Photographie : Marcel Zyskind (de)
- Montage : Åsa Mossberg
- Musique : Kristian Leth
- Costumes : Nina Grønlund
- Production : Lise Orheim Stender
- Pays de production : Danemark
- Langue originale : danois
- Format : couleur
- Genre : Drame
- Durée : 86 minutes
- Dates de sortie :
  - Canada : 9 septembre 2021 (Toronto International Film Festival)

## Distribution
- Flora Ofelia Hofmann Lindahl : Lise
- Ida Cæcilie Rasmussen : Anna, la mère
- Palma Lindeburg Leth : Elsbet, une cousine
- Anna-Olivia Øster Coakley : Helga
- Flora Augusta : Grethe, une cousine
- Kirsten Olesen : Klog Sine
- Lisbet Dahl : la grand-mère
- Stine Fischer Christensen : tante Karen
- Thure Lindhardt : Anders, le père